# Cassiano Beligatti
Cassiano Beligatti sau Cassiano da Macerata, pe numele laic Giovanni Beligatti, (n. 1708, Macerata, Marchia Anconitana, Statele Papale – d. 1791, Macerata, Marchia Anconitana, Statele Papale) a fost un călugăr și misionar catolic italian. Frate capucin, el a fost misionar, din 1738 până în 1756, în Tibet, Nepal și Bengal.

## Biografie

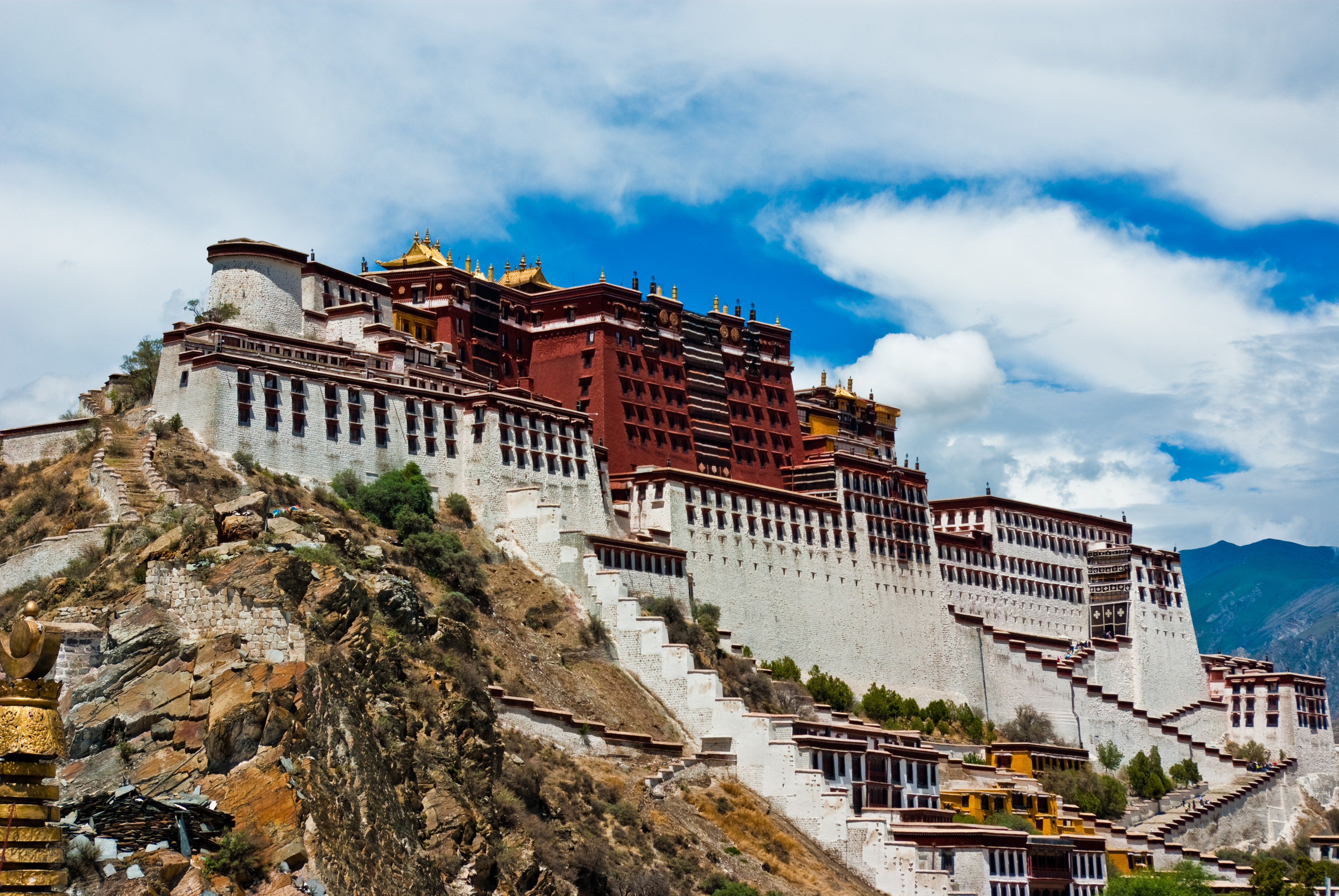
Palatul Potala din Lhasa.

Cassiano da Macerata, numele religios al lui Giovanni Beligatti, s-a născut la Macerata în 1708. La vârsta de 17 ani, în 1725, a intrat în ordinul fraților capucini. În 1738 a fost trimis misionar, împreună cu alți frați, în Tibet, un teritoriu încredințat de Congregația pentry Evanghelizarea Popoarelor (Congregatio de Propaganda Fide) călugărilor capucini piceni. După o lungă călătorie, trecând prin Bengal și Nepal și traversând munții Himalaya, a ajuns la începutul anului 1741 în Lhasa, principalul oraș al Tibetului. Inițial relațiile cu clerul și cu autoritățile locale au fost bune, chiar dacă roadele evanghelizării au fost destul de modeste. În anul următor, 1742, permisele de practicare a cultului religios și de prozelitism ale misiunii au fost revocate, iar preotul Cassiano a fost nevoit să părăsească Tibetul.

Statul Bihar din nord-estul Indiei

El și-a continuat activitatea misionară mai întâi în Nepal (1742-1745) și apoi în statele indiene Bengal și Bihar până în 1756, când, din cauza unei boli, a fost nevoit să se întoarcă în Europa și să se stabilească din nou la Macerata. A alternat șederea în orașul său natal cu călătoriile la Roma, unde, la cererea prefectului Congregației pentru Evanghelizarea Popoarelor, i-a instruit pe tinerii misionari trimiși în India. A murit în 1791, la vârsta de optzeci și trei de ani, în mănăstirea capucină din orașul său natal.
Beligatti a fost autorul unor lucrări istorice, etnografice și lingvistice fundamentale referitoare la obiceiurile și religia locuitorilor de pe teritoriile pe care le-a străbătut ca misionar, lucrări parțial cunoscute, parțial încă nepublicate, dintre care unele sunt păstrate în Biblioteca comunală Mozzi Borgetti din Macerata. În mănăstirea capucină din Macerata a fost principalul colaborator al preotului orientalist Agostino Antonio Giorgi în elaborarea lucrării Alphabetum Tibetanum (1762), iar în 1773 a redactat, în colaborare cu abatele filolog Giovanni Cristofano Amaduzzi, lucrarea Alphabetum tangutanum sive Tibetanum.
Începând din anul 2001 numele său a fost dat Bibliotecii istorice a călugărilor capucini din Macerata, specializată în domeniile „Franciscanism” și „Provincia Marche” și constituită pe baza bibliotecii vechii mănăstiri capucine din Macerata, organizate de Beligatti.

## Mențiuni literare
Numele misionarului Cassiano Beligatti este menționat în romanul Orizont pierdut (1933) al lui James Hilton. Astfel, consulul britanic Hugh Conway descoperă în biblioteca lamaseriei Shangri-La din Tibet un exemplar rar al lucrării Relazione Inedita di un Viaggio al Tibet scrise de Beligatti, pe care îl examinează.

## Opera
- Memorie istoriche delle virtù, viaggj, e fatiche del p. Giuseppe Maria de' Bernini da Gargnano cappuccino della provincia di Brescia ... scritte ad un amico dal p. Cassiano da Macerata stato suo compagno, e date alla luce con una prefazione di ragguaglio de' suoi primi anni ... con alcuni squarcj di sue lettere ... dal p. Silvio da Brescia del medesimo ordine, Verona, nella stamperia Moroni, 1767.
- Cassiano Beligatti (1771). Alphabetum Brammahanicum seu Indostanum universitatis Kasi (în latină). Romæ: typis Sacrae Congregationis de Propaganda Fide.
- Alphabetum tangutanum sive tibetanum (în latină). Romæ: typis Sacrae Congregationis de Propaganda Fide. 1773.
- Viaggio in Tibet: 1738-1745. Padre Cassiano Beligatti, introducere, transcriere și note de Alberto Magnaghi, Il Polifilo, Milano, 2008. ISBN: 88-7050-339-9.

## Legături externe
- Cassiano Beligatti, pe Treccani.it, Istituto dell'Enciclopedia Italiana.
- Marica Milanesi, Cassiano Beligatti, în Dizionario biografico degli italiani, Istituto dell'Enciclopedia Italiana.
- en  Cassiano Beligatti, pe situl Open Library, Internet Archive.
- „Biblioteca storica Cassiano Beligatti. La scheda nel sito „Cultura Italia, un patrimonio da esplorare"”.
- „Cassiano da Macerata. Scheda di autorità del Servizio bibliotecario nazionale”.[nefuncțională]